# Halltorp-Voxtorps församling
Halltorp-Voxtorps församling är en församling i Södermöre pastorat i Kalmar-Ölands kontrakt i Växjö stift inom Svenska kyrkan och ligger i Kalmar kommun. 
Församlings kyrkor är Halltorps kyrka och Voxtorps kyrka.

## Administrativ historik
Församlingen bildades 1 januari 2010 genom sammanslagning av Halltorps församling och Voxtorps församling och ingår sedan dess i Södermöre pastorat.